# Eva-Karin Westin
Eva-Karin Maria Westin, po mężu Sjömäling (ur. 24 czerwca 1972 w Umeå) – szwedzka biathlonistka. W Pucharze Świata zadebiutowała 14 marca 1992 roku w Fagernes, zajmując 26. miejsce w biegu indywidualnym. Pierwsze pucharowe punkty zdobyła 13 lutego 1993 roku w Borowcu, gdzie zajęła 16. miejsce w sprincie. Nigdy nie stanęła na podium zawodów pucharowych. Najlepsze wyniki osiągnęła w sezonie 1992/1993, kiedy zajęła 28. miejsce w klasyfikacji generalnej. W 1993 roku wystąpiła na mistrzostwach świata w Borowcu, gdzie zajęła 48. miejsce w biegu indywidualnym, dziewiąte miejsce w biegu drużynowym, 16. miejsce sprincie i siódme w sztafecie. Podczas rozgrywanych dwa lata później mistrzostw świata w Anterselvie zajęła 48. miejsce w biegu indywidualnym, siódme w biegu drużynowym, 35. miejsce w sprincie i czternaste w sztafecie. W 1994 roku wystartowała na igrzyskach olimpijskich w Lillehammer, gdzie uplasowała się na 60. pozycji w sprincie i dziewiątej w sztafecie. Brała też udział w igrzyskach w Nagano cztery lata później, zajmując 52. miejsce w biegu indywidualnym, 51. miejsce w sprincie i 10. w sztafecie.

## Osiągnięcia

### Igrzyska olimpijskie
| Rok  | Miejscowość | Konkurencje | Konkurencje | Konkurencje | Konkurencje | Konkurencje | Konkurencje | Konkurencje |
| Rok  | Miejscowość | IN          | SP          | PU          | MS          | RL          | MR          | SR          |
| ---- | ----------- | ----------- | ----------- | ----------- | ----------- | ----------- | ----------- | ----------- |
| 1994 | Lillehammer | –           | 60.         | nd.         | nd.         | 9.          | nd.         | –           |
| 1998 | Nagano      | 52.         | 51.         | nd.         | nd.         | 10.         | nd.         | –           |

### Mistrzostwa świata
| Rok  | Miejscowość | Konkurencje | Konkurencje | Konkurencje | Konkurencje | Konkurencje | Konkurencje | Konkurencje |
| Rok  | Miejscowość | IN          | SP          | PU          | MS          | RL          | MR          | SR          |
| ---- | ----------- | ----------- | ----------- | ----------- | ----------- | ----------- | ----------- | ----------- |
| 1993 | Borowec     | 48.         | 16.         | nd.         | nd.         | 7.          | nd.         | –           |
| 1995 | Anterselva  | 48.         | 35.         | –           | nd.         | 14.         | nd.         | –           |

### Puchar Świata

#### Miejsca w klasyfikacji generalnej
| Sezon     | Miejsce |
| --------- | ------- |
| 1991/1992 | -       |
| 1992/1993 | 28.     |
| 1993/1994 | -       |
| 1994/1995 | 48.     |
| 1997/1998 | -       |